# 6月22日 (旧暦)
旧暦6月22日（きゅうれきろくがつにじゅうににち）は、旧暦6月の22日目である。六曜は先負である。

## できごと
- 建武元年（ユリウス暦25年8月4日） - 光武帝（劉秀）が漢朝（後漢）を再興
- 元久2年（ユリウス暦1205年7月10日） - 北条時政が武蔵・二俣川で畠山重忠一族を討つ
- 応永15年（ユリウス暦1408年7月15日） - 若狭国小浜に南蛮（東南アジア）の「亜烈進卿」が派遣した船が入港。文献記録上初めてゾウが日本に到来。
- 享保元年（グレゴリオ暦1716年8月9日） - 正徳より享保に改元
- 天保12年（グレゴリオ暦1841年8月8日） - 天保の改革に反して奢侈な振舞いを続けていた市川團十郎 (7代目)が江戸追放に

## 誕生日
- 元久2年（ユリウス暦1205年7月10日） - 北条政村、鎌倉幕府7代執権（+ 1273年）
- 元治元年（グレゴリオ暦1864年7月25日） - 田中義一、26代内閣総理大臣・陸軍大将（+ 1929年）

## 忌日
- 寛弘8年（ユリウス暦1011年7月25日） - 一条天皇、66代天皇（* 980年）
- 長元8年（ユリウス暦1035年7月29日） - 選子内親王、村上天皇の第十皇女・歌人（* 964年）
- 元久2年（ユリウス暦1205年7月10日） - 畠山重忠、武将（* 1164年）
- 宝永2年（グレゴリオ暦1705年8月11日） - 桂昌院、徳川綱吉の生母・徳川家光の側室（* 1624年）
- 嘉永6年（グレゴリオ暦1853年7月27日） - 徳川家慶、江戸幕府12代将軍（* 1793年）